# Finnekumla landskommun
Finnekumla landskommun var en tidigare kommun i dåvarande Älvsborgs län.

## Administrativ historik
Kommunen inrättades i Finnekumla socken i Kinds härad i Västergötland när 1862 års kommunalförordningar trädde i kraft.
Vid kommunreformen 1952 uppgick landskommunen i Åsundens landskommun som 1974 uppgick i Ulricehamns kommun.